# Drevníky
Drevníky település Csehországban, a Příbrami járásban. Drevníky Borotice, Nečín, Drhovy és Županovice településekkel határos. Lakosainak száma 386 fő (2024. január 1.).

## Népesség
A település lakosságának változását az alábbi diagram mutatja:
| Lakosok száma | 616  | 611  | 513  | 407  | 326  | 291  | 327  | 325  | 358  | 386  |
|               | 1869 | 1890 | 1921 | 1950 | 1980 | 2001 | 2017 | 2019 | 2022 | 2024 |